# Tourismus in Kroatien

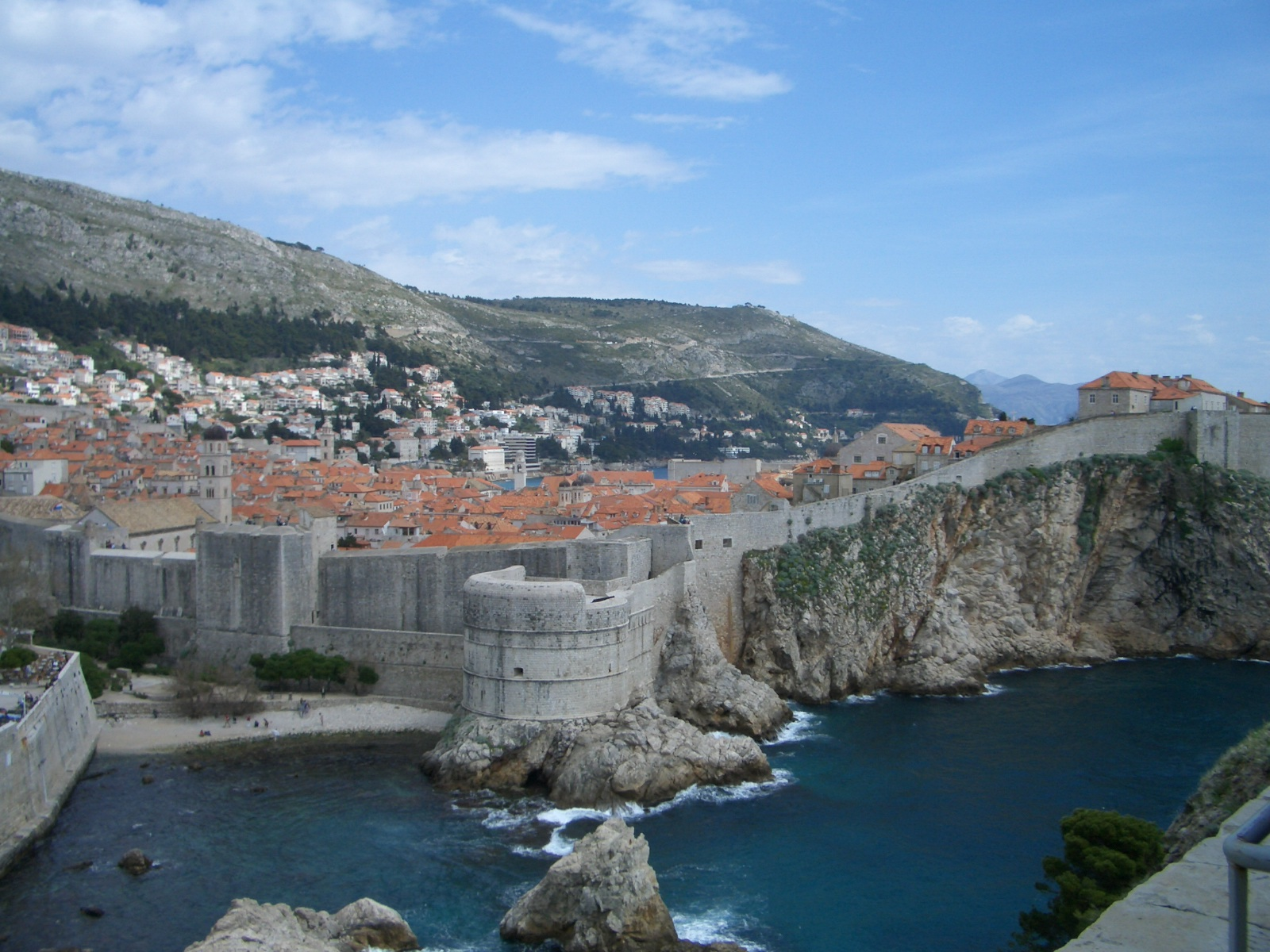
Dubrovnik – eine der meistbesuchten Städte Kroatiens

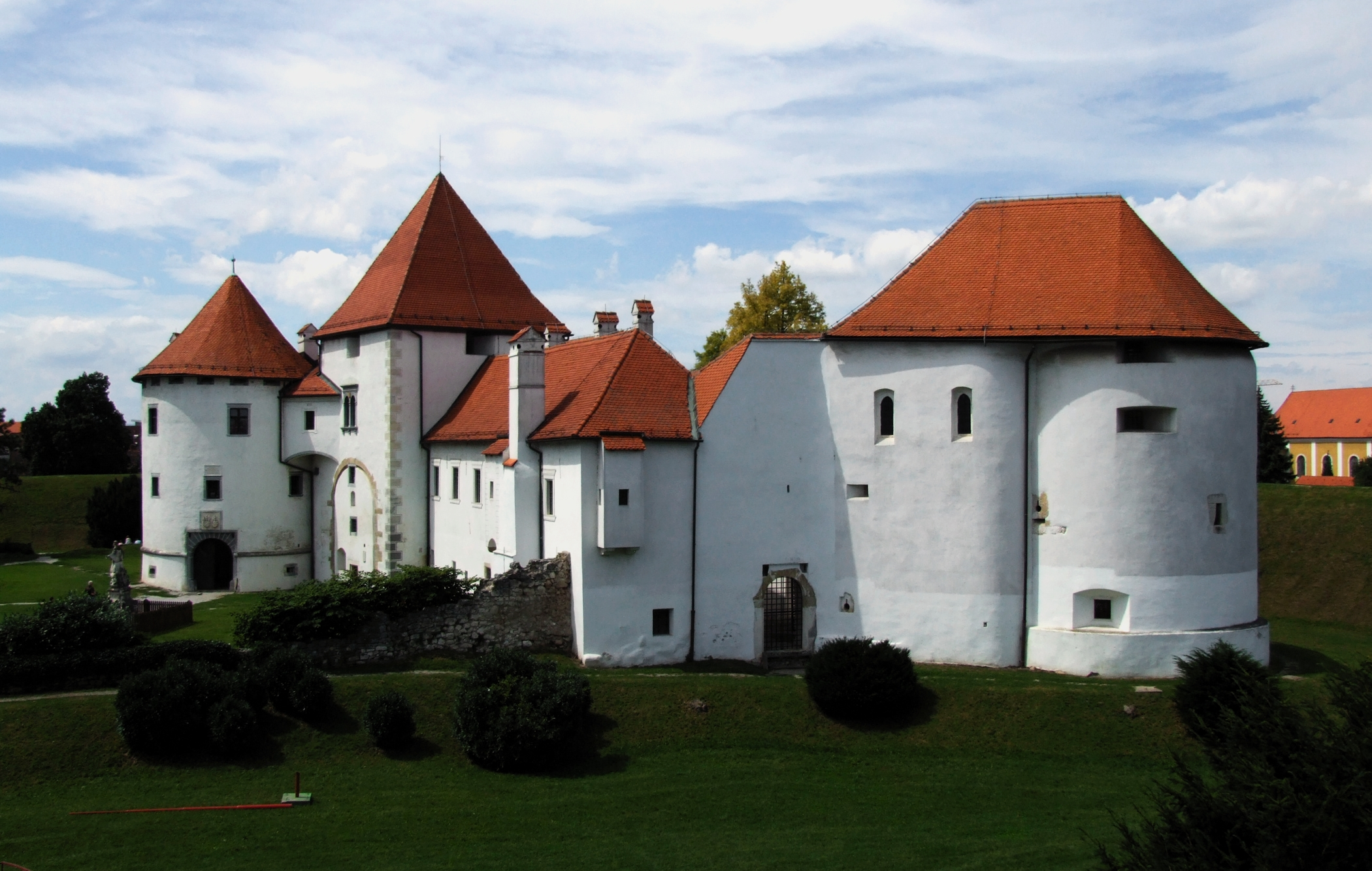
Das Schloss in Varaždin in Nordkroatien

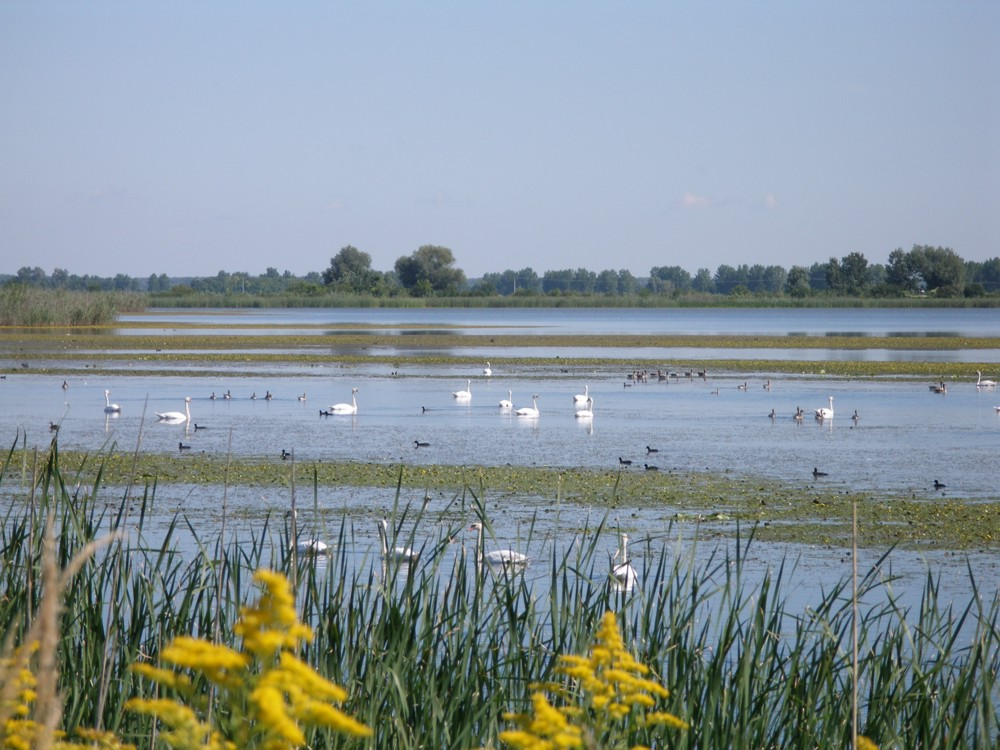
Kopački rit

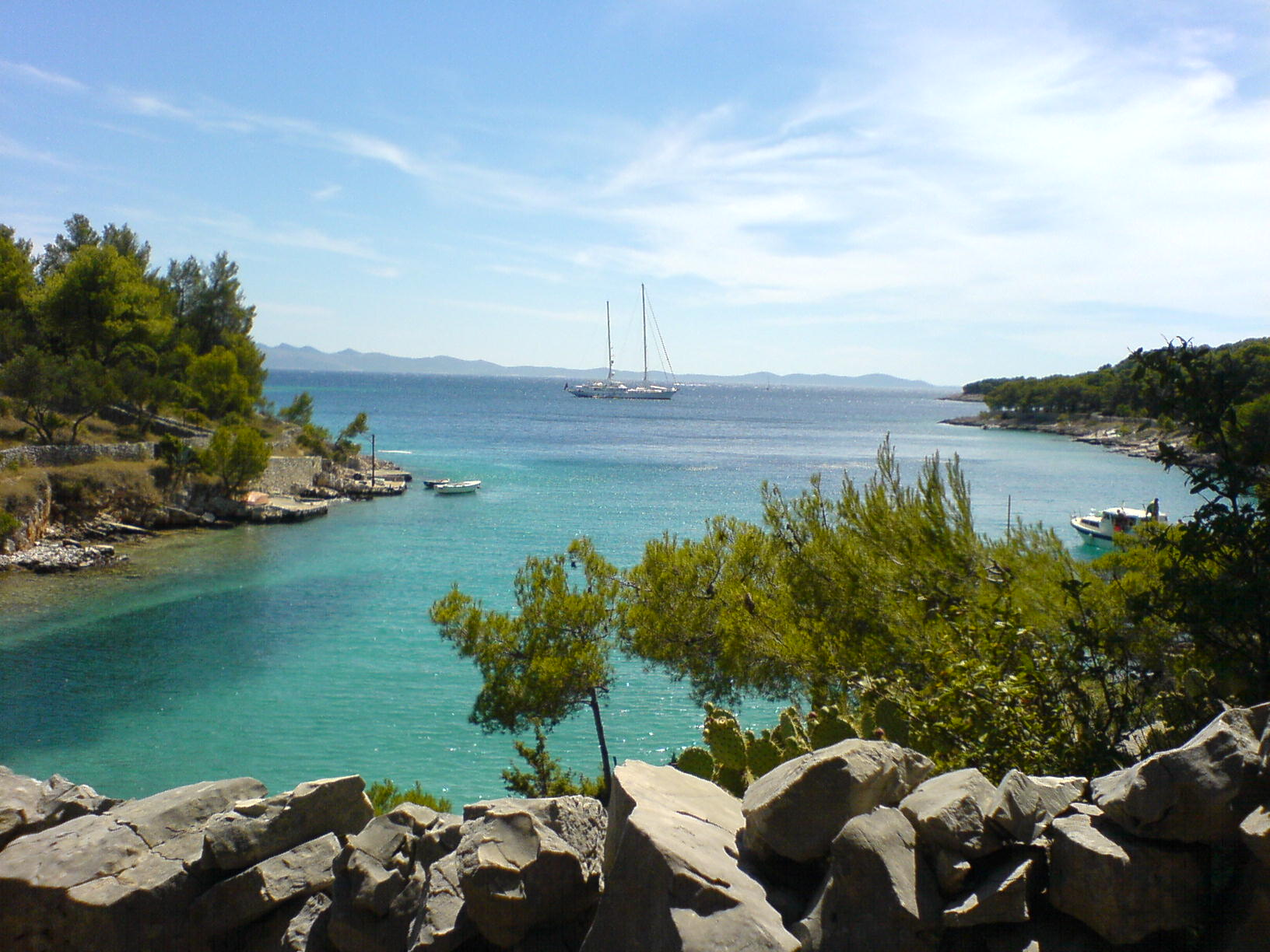
Eine Bucht in der Nähe von Milna auf der Insel Brač

Der Tourismus ist ein wichtiger Zweig der Wirtschaft Kroatiens. Das Land ist eines der sehr häufig besuchten Urlaubsreiseziele Europas. Mit rund 16 Millionen ausländischen Besuchern und 90 Millionen Übernachtungen im Jahr 2016 war Kroatien eines der besucherreichsten Urlaubsziele der Welt. 
Acht Gebiete wurden zu Naturschutzparks erklärt. Die Landschaft dieser Gebiete erhielt Schutz vor Entwicklungsprojekten.

## Auszeichnungen

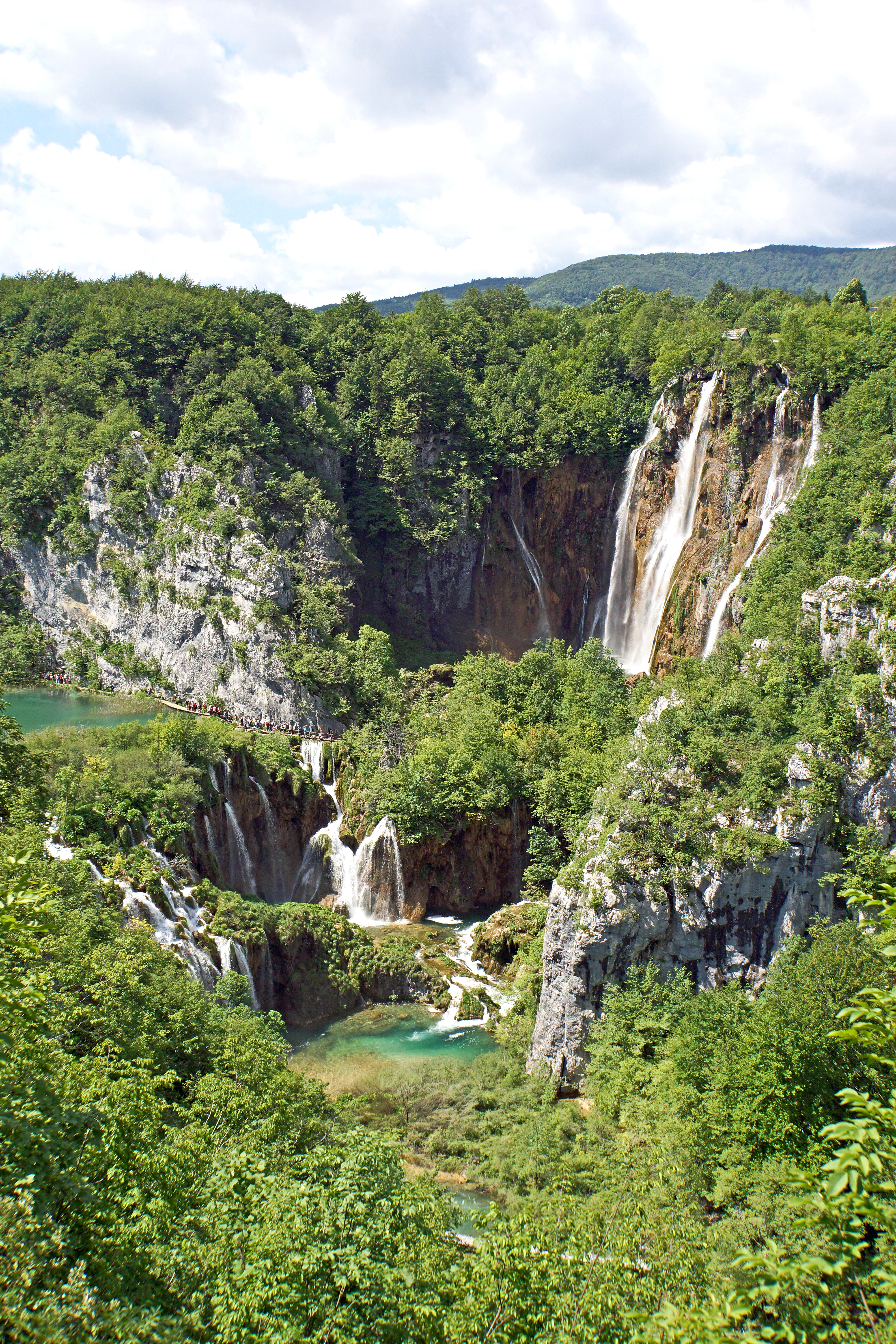
Die Plitvicer Seen, ein UNESCO-Weltnaturerbe

2005 wurde Kroatien vom Verlagshaus Lonely Planet zur Destination of the Year gekürt. Im Rahmen des Projektes Ethical Travel aus Berkeley wurde Kroatien 2008 hinsichtlich ethischem Tourismus zu einem der zehn empfehlenswertesten Reisezielen unter den Entwicklungsländern bestimmt. Kriterien für die Zusammenstellung der Liste sind der Umweltschutz, die Menschenrechte und die soziale Gerechtigkeit. 2010 ist Kroatien nicht mehr gelistet, da das Land gemäß der Weltbank nicht mehr als Entwicklungsland gilt. Die Redaktion von National Geographic Adventure äußerte im Hinblick auf die Schönheiten des Kornati-Archipels, dass Kroatien zu den meistersehnten Reisezielen gehört. Auch die US-amerikanische Vereinigung der Reiseveranstalter (USTOA) ließ Ende 2005 anhand der vorliegenden Buchungslage verlauten, dass Kroatien 2006 zu den begehrtesten Reisezielen der Amerikaner zählen werde.

## Geschichte des Tourismus
Seit dem Aufkommen des Tourismus in Europa gegen Ende des 19. Jahrhunderts war auch Kroatien, insbesondere die Adriaküste, ein Zielort für Ferienreisen. Bereits in der Habsburgermonarchie wurde Kroatien touristisch erschlossen, einen vorläufigen Höhepunkt erreichte der Tourismus an der Adria allerdings in der Zwischenkriegszeit. Insbesondere in Tschechien war Urlaub im slawischen Bruderstaat beliebt. Nach dem Zweiten Weltkrieg konnte die Tourismusbranche allerdings nicht an die Zwischenkriegsverhältnisse anknüpfen, da weder Touristen aus den Warschauer-Pakt-Staaten noch aus den NATO-Staaten problemlos nach Jugoslawien einreisen konnten.
Jedoch öffnete sich Jugoslawien bald dem westlichen Tourismus und warb dort. In den 60er Jahren öffnete sich auch der Ostblock wieder Jugoslawien gegenüber und machte eine kontingentierte Einreise möglich. Die schon seit der Zwischenkriegszeit in Kroatien gepflegte Freikörperkultur wurde nun auch kommerzialisiert. Nach dem Ende des Tito-Regimes und dem allgemeinen Umbruch in Europa nahm der Tourismus einen Aufschwung, lediglich gebremst von den Jugoslawienkriegen der 1990er Jahre.

## Regionen

### Istrien
Die Halbinsel im Nordwesten Kroatiens ist das Zugpferd des Tourismus und bietet viele Sehenswürdigkeiten. Entlang der westlichen Küste gibt es historische Städte aus römischer Zeit. Die Stadt Poreč ist berühmt für die von der UNESCO geschützte Euphrasius-Basilika mit ihren Mosaiken aus dem 6. Jahrhundert. Weitere bedeutende Städte sind Rovinj, Vrsar, Labin, Motovun, Rabac und Pazin. Die größte Stadt der Halbinsel ist Pula mit dem römischen Amphitheater. Das antike Amphitheater Pula ist u. a. Austragungsort des Filmfestivals von Pula.

### Kvarner Bucht
Die Kvarner Bucht ist neben Dalmatien im Süden und Istrien im Norden bietet vor allem die Küstenstädte wie Opatija, Crikvenica und Novi Vinodolski sowie die vorgelagerten Inseln Krk, Rab, Cres und Lošinj. Größte Stadt der Kvarner Bucht ist Rijeka, es gilt als Ausgangspunkt für Segler in der nördlichen Adria. Im Hinterland der Kvarner Bucht befinden sich die Regionen Gorski Kotar und die Lika. Die Lika ist u. a. durch den Nationalpark Plitvicer Seen und das Velebit Gebirge bekannt.

### Dalmatien
Die Region ist vor allem durch ihre Touristenorte Zadar, Šibenik, Trogir, Split, die Makarska Riviera, Dubrovnik und die Inseln Brač, Hvar, Korčula und Mljet bekannt. Zahlreiche UNESCO-Weltkulturerbestätten sind hier zu entdecken. Des Weiteren ist der Kornaten-Archipel vor Zadar ein Ziel von Segeltörns.

## Nationalparks
In Kroatien gibt es acht Nationalparks und elf Naturparks.
Der Tourismus gehört in Kroatien zu den wichtigsten Wirtschaftszweigen und trägt in großem Maße zum Bruttoinlandsprodukt bei. Kroatien hatte im Jahr 2006 einen Rekord von 10,14 Mio. Gästen zu verzeichnen (ein Plus gegenüber dem Vorjahr von 3,6 %; davon sind 85 % Ausländer). Insgesamt wurden 54,85 Millionen Übernachtungen gezählt (ein Plus gegenüber dem Vorjahr von 5,5 %; davon entfallen 89 % auf Ausländer). Im Jahr 2011 betrugen die Tourismuseinnahmen des Landes rund 6,6 Mrd. Euro, was die defizitären Handelseinnahmen mehr als ausglich. Im Jahr 2011 standen insgesamt 155.000 Hotelbetten und 283.000 Betten in sonstigen Beherbergungsbetrieben zur Verfügung. Hinzu kommen rund 222.840 Camping-Stellplätze. Entlang der Küste gibt es ca. 210 Marinas mit ca. 145.000 Anlegeplätzen.
Die kroatischen Inseln, von denen es über tausend an der Zahl gibt, die zerklüftete Küste an der kristallklaren Adria und die Nationalparks wurden im Jahr 2006 unter anderem von 1,72 Millionen Touristen aus Deutschland, 1,55 Millionen aus Italien und 540.000 aus Frankreich besucht.
Im Jahr 2011 besuchten insgesamt 9 Millionen Touristen Kroatien. Davon waren 1,66 Millionen deutsche Touristen, die 12,5 Millionen Übernachtungen buchten.
| Land             | Touristen 2004 | Touristen 2005 | Touristen 2006 | Touristen 2007 | Index 07/06 | Index 07/05 | Übernachtungen 2004 | Übernachtungen 2005 | Übernachtungen 2006 | Übernachtungen 2007 | Index 07/06 | Index 07/05 |
| ---------------- | -------------- | -------------- | -------------- | -------------- | ----------- | ----------- | ------------------- | ------------------- | ------------------- | ------------------- | ----------- | ----------- |
| Deutschland      | 1.580.244      | 1.572.090      | 1.544.801      | 1.554.794      | 100,65      | 98,90       | 10.887.638          | 11.001.142          | 10.986.866          | 10.848.939          | 98,74       | 98,62       |
| Italien          | 1.231.901      | 1.252.684      | 1.235.413      | 1.249.343      | 101,13      | 99,73       | 5.374.998           | 5.698.791           | 5.474.456           | 5.451.968           | 99,59       | 95,67       |
| Slowenien        | 884.273        | 878.882        | 913.072        | 1.015.379      | 111,20      | 115,53      | 5.032.470           | 5.099.116           | 5.245.881           | 5.689.746           | 108,46      | 111,58      |
| Tschechien       | 663.794        | 615.535        | 593.276        | 669.132        | 112,79      | 108,71      | 4.172.787           | 4.051.780           | 3.921.345           | 4.394.711           | 112,07      | 108,46      |
| Österreich       | 740.960        | 742.498        | 790.083        | 839.717        | 106,28      | 113,09      | 3.628.005           | 3.756.535           | 4.069.302           | 4.244.607           | 104,31      | 112,99      |
| Ungarn           | 403.443        | 453.395        | 402.782        | 381.202        | 94,64       | 84,08       | 2.092.449           | 2.405.145           | 2.196.365           | 1.984.644           | 90,36       | 82,52       |
| Frankreich       | 392.911        | 591.098        | 505.139        | 473.806        | 93,80       | 80,16       | 1.241.729           | 1.920.288           | 1.707.718           | 1.664.973           | 97,50       | 86,70       |
| Niederlande      | 212.090        | 243.651        | 241.856        | 264.664        | 109,43      | 108,62      | 1.690.241           | 1.910.080           | 1.938.295           | 2.030.442           | 104,75      | 106,30      |
| Polen            | 240.654        | 241.868        | 275.845        | 322.890        | 117,05      | 133,50      | 1.285.529           | 1.374.595           | 1.612.013           | 1.833.961           | 113,77      | 133,42      |
| Slowakei         | 176.294        | 184.891        | 217.986        | 280.586        | 128,72      | 151,76      | 1.100.947           | 1.183.499           | 1.428.346           | 1.831.655           | 128,24      | 154,77      |
| Sonstige Länder  | 1.385.310      | 1.690.294      | 1.938.623      | 2.255.178      | 116,33      | 133,42      | 5.999.532           | 7.585.546           | 8.441.357           | 9.598.984           | 113,71      | 126,54      |
| Gesamt Ausländer | 7.911.874      | 8.466.886      | 8.658.876      | 9.306.691      | 107,48      | 109,92      | 42.516.325          | 45.986.517          | 47.021.944          | 49.574.630          | 105,43      | 107,80      |

Im Städtetourismus hat Kroatien steigende Besucherzahlen, insbesondere in der Hauptstadt Zagreb und in Varaždin. Dubrovnik und Split sind ganzjährige Reiseziele.
Im Landesinneren besuchen jährlich viele Touristen den weltbekannten Nationalpark Plitvicer Seen und den Naturpark Biokovo, der im gleichnamigen Gebirgsmassiv im Süden des Landes gelegen ist. Auch viele sehenswerte Kulturdenkmäler finden sich im Landesinneren.
Der Jagdtourismus findet vor allem in den Regionen Slawonien, dem Gorski Kotar und der Lika statt.
Im nordwestkroatischen Zagorje und in der pannonischen Tiefebene befinden sich zahlreiche Thermalbäder.

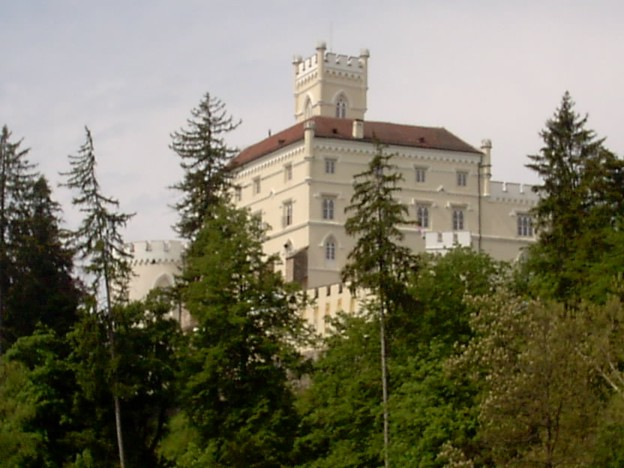
Schloss Trakošćan